# 西横浜国際総合病院
西横浜国際総合病院（にしよこはまこくさいそうごうびょういん）は、神奈川県横浜市戸塚区汲沢町にある病院。国道1号線沿線に立地し、近くに箱根駅伝の戸塚中継所があり、1月3日の復路では病院の目の前を走者が走り抜ける。神奈川県指定救急病院（二次救急）の一つ。

## 概要
1988年9月、初代院長・理事長の瀬尾勲（現開花館クリニック管理者）によって、情緒障害児短期治療施設「横浜いずみ学園」の医療支援病院として合築された病院である。開設当初は、精神科を中心とした医療体制が取られていたが、1995年、二代目院長に就任した小松壽(元東邦大学心臓血管外科教授・現同病院理事長）が急性期病院へと衣替えさせた。病床188床を有する、地域包括ケア病棟なども開設している多機能な中規模総合病院。戸塚区内に所在する病院での人間ドックおすすめランキングでは上位となっている。
兄弟法人の社会福祉法人横浜博萌会が運営する、情緒障害児短期治療施設「横浜いずみ学園」は、主に虐待を受けた子どもたちの治療施設として、その活動が全国的にも注目され、厚生労働省が管轄する「虐待防止対策」の準ナショナルセンター、「子どもの虹情報研修センター」の運営も手がけている。
その他、特別養護老人ホーム「しらゆり園」や汲沢地域ケアプラザの運営を行い、医療法人横浜博萌会「西横浜国際総合病院」、「訪問看護ステーションにしよこはま」、「ケアフレンズ横浜」などで構成されている。

## 沿革
- 1988年9月 西横浜国際病院として191床で開院。
- 1990年7月 西横浜国際総合病院に改称。
- 1991年4月 救急告示指定病院（第2次救急輪番応需病院）の指定。
- 1999年9月 神奈川県救急医療功労表彰。
- 2000年12月 セコム株式会社と業務提携、セコム系列の病院となる。
- 2004年7月 大規模病院改修工事の着工。
- 2005年3月 病院改修工事竣工（191床から188床へ）
- 2008年6月 病院5階部分を全面改修、回復期リハビリテーション病棟を開設。
- 2014年11月 人工関節センター開設。
- 2016年7月 高気圧酸素治療装置を増設。

## 診療科目
- 内科
- 外科・消化器科
- 整形外科
- リハビリテーション科
- 脳神経外科
- 眼科
- 耳鼻咽喉科
- 泌尿器科
- 神経精神科
- 麻酔科
- 腎臓内科
- 放射線科

## 医療機関の指定等
- 保険医療機関
- 労災保険指定医療機関
- 指定自立支援医療機関（更生医療）
- 指定自立支援医療機関（育成医療）
- 指定自立支援医療機関（精神通院医療）
- 身体障害者福祉法指定医の配置されている医療機関
- 精神保健指定医の配置されている医療機関
- 生活保護法指定医療機関
- 結核指定医療機関
- 公害医療機関
- 特定疾患治療研究事業委託医療機関
- DPC対象病院

## 関連法人
- 社会福祉法人 横浜博萌会

## 交通アクセス
電車
- JR東日本東海道線・横須賀線・横浜市営地下鉄「戸塚駅」西口からバスまたはタクシー（約10分）

バス
- 戸塚西口バスセンターより、神奈川中央交通バスにて
  - 1番乗り場 戸81番系統「藤沢行き」乗車。
  - 2番乗り場 戸50番系統「ドリームハイツ行き」、戸52番系統「俣野公園横浜薬大前行き」乗車。

「西横浜国際総合病院前」バス停下車。徒歩約2分。
- 病院無料シャトルバス
  - Aコース（汲沢・中田方面）
  - Bコース（ドリームハイツ方面）